# Coligny
Coligny ist eine französische Kleinstadt mit 1294 Einwohnern (Stand 1. Januar 2022) im Département Ain in der Region Auvergne-Rhône-Alpes. Sie gehört zum Kanton Saint-Étienne-du-Bois im Arrondissement Bourg-en-Bresse.

## Geografie
Die Kleinstadt Coligny liegt etwa 22 Kilometer nordnordöstlich der Präfektur Bourg-en-Bresse und 40 Kilometer südlich von Lons-le-Saunier (Luftlinie) an der Grenze zum Département Jura und wird von der D 1083 durchquert. Der Osten der Gemeinde grenzt an die ersten Hügel des Revermont, der Westen an die Ebene der Bresse. 

## Geschichte
Der Ortsname ist ein nur leicht verändertes lateinisches Colonia. In späteren französischen Texten findet man die Bezeichnungen Colloignie, Colognie, Colligny, Coligni etc.
Coligny ist bekannt wegen des keltischen Kalenders von Coligny, der aus dem 2. Jahrhundert stammt. Es handelt sich um die längste keltische Inschrift (in lateinischen Buchstaben), die erhalten geblieben ist, und viel zum Verständnis der keltischen Sprache beigetragen hat, des Wissens der Kelten um die Astronomie und ihre Zeitrechnung. Eine weitere Entdeckung, die etwa zur gleichen Zeit wie der Kalender gemacht wurde, ist eine Bronzestatue, der Dieu de Coligny. 
Einer der ersten Herren von Coligny war Manasses I. im 10. Jahrhundert, der Stammvater der Familie Coligny. Die Herrschaft Coligny wurde im 12. Jahrhundert in Coligny-le-Vieil und Coligny-le-Neuf geteilt und erst 1550 wiedervereint. Nachdem der Besitz lange zur Savoyen gehört hatte, wurde Coligny-le-Neuf 1601 mit dem Vertrag von Lyon französisch, während Coligny-le-Vieil zur Freigrafschaft Burgund blieb, das zu der Zeit dem König von Spanien unterstand, und erst unter Ludwig XIV. zu Frankreich kam. 1648 wurde Coligny-le-Neuf zum Herzogtum und zur Pairie erhoben.
Von 1793 bis 2015 war Coligny Hauptort des Kantons Coligny.

### Bevölkerungsentwicklung
| Jahr                       | 1962 | 1968 | 1975 | 1982 | 1990 | 1999 | 2006 | 2012 | 2020 |
| Einwohner                  | 1083 | 1111 | 1077 | 1132 | 1117 | 1091 | 1140 | 1166 | 1227 |
| Quellen: Cassini und INSEE |      |      |      |      |      |      |      |      |      |

## Sehenswürdigkeiten
- Kirche Saint-Martin (Monument historique)
- Schloss
- zwei Lavoirs

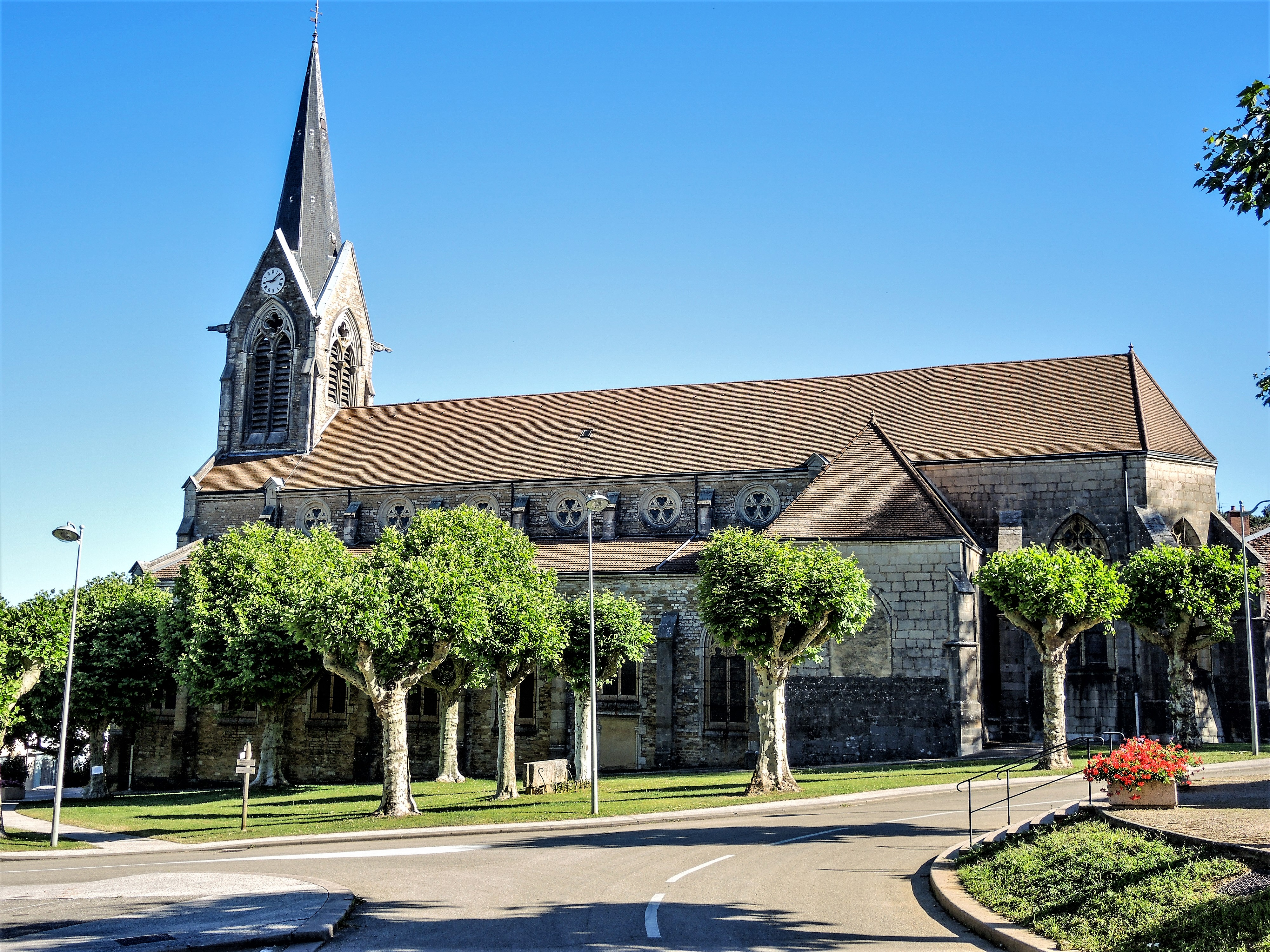
Kirche Saint-Martin
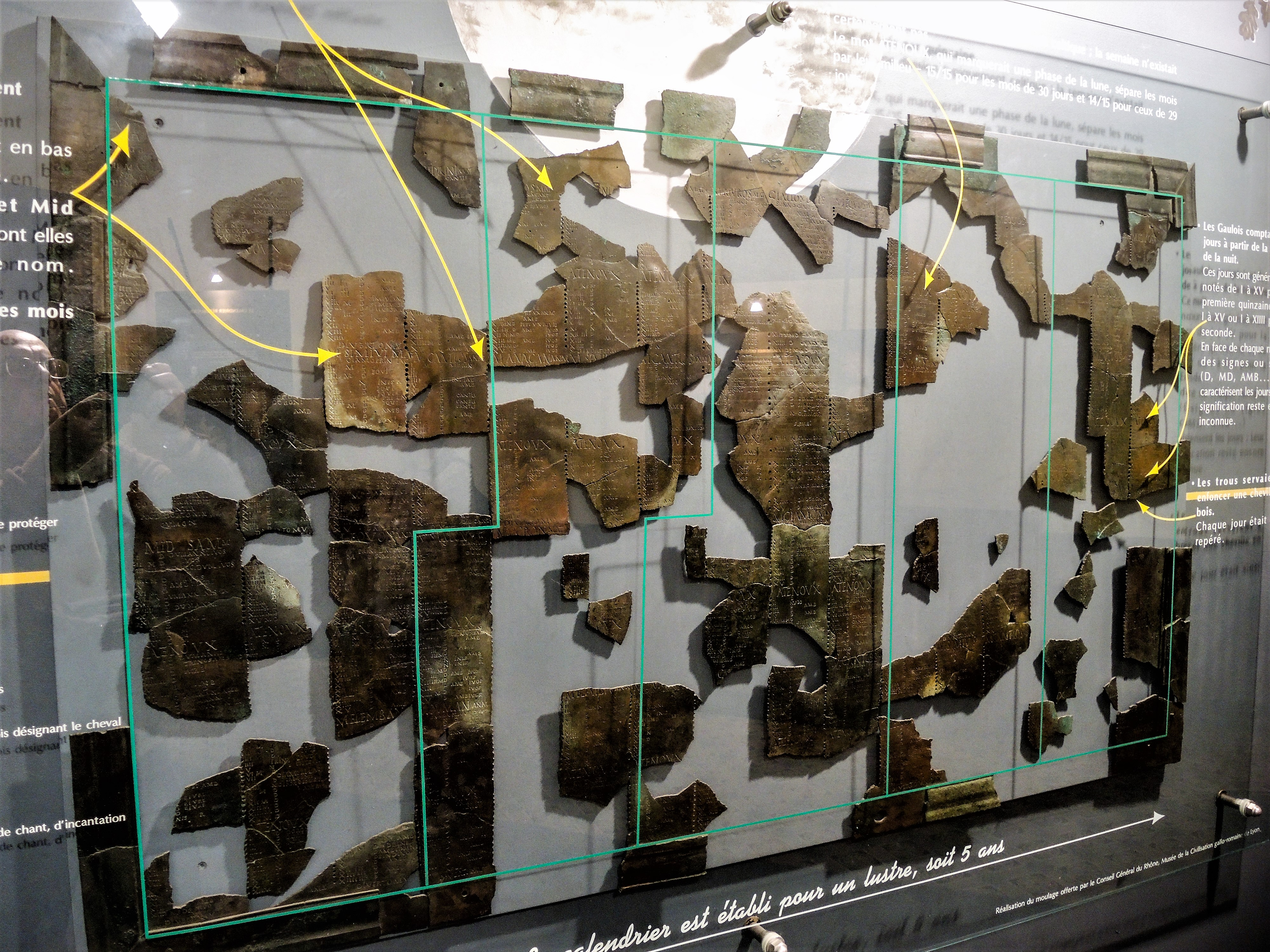
Replik des keltischen Kalenders von Coligny im Rathaus Coligny
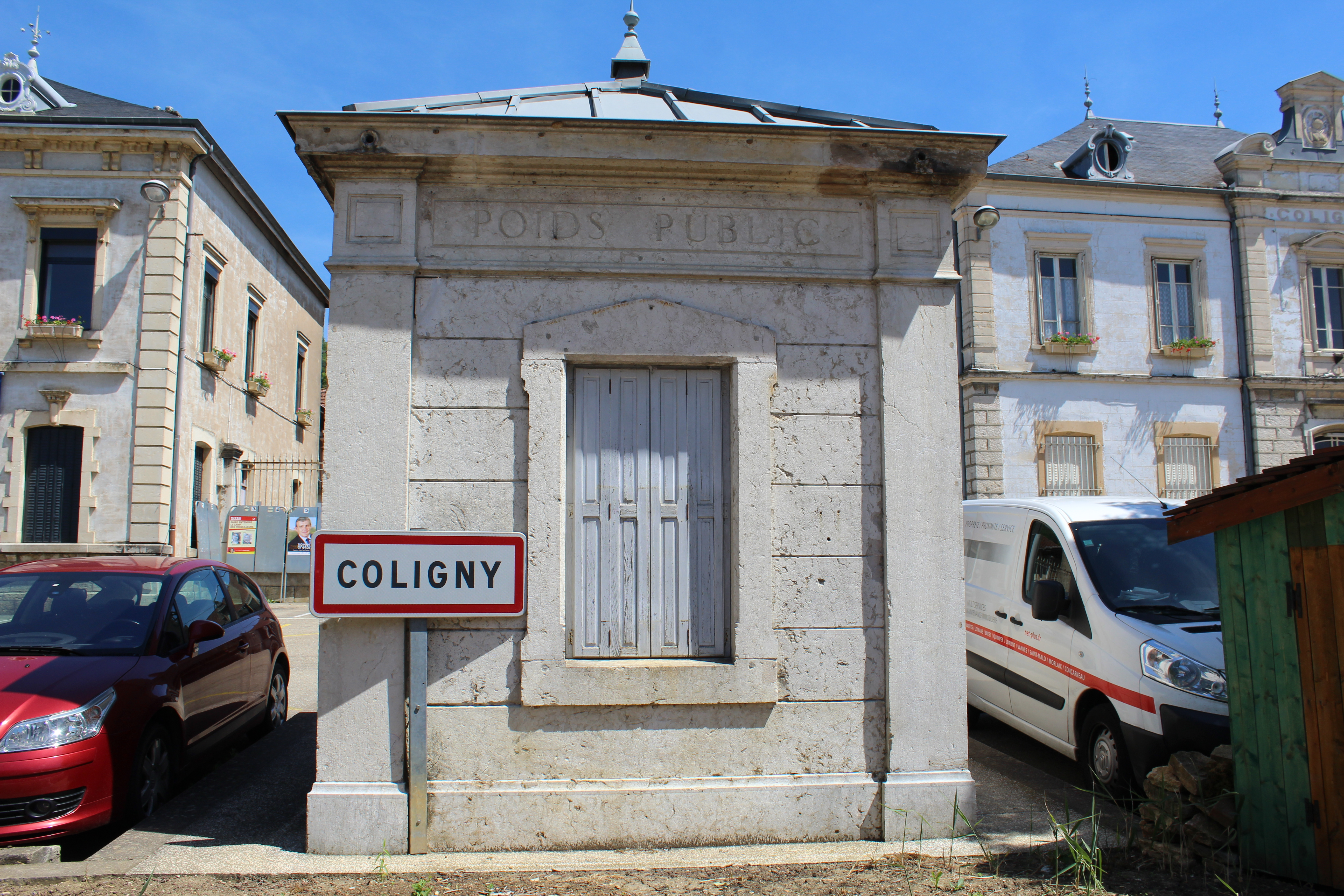
Ehemalige öffentliche Waage
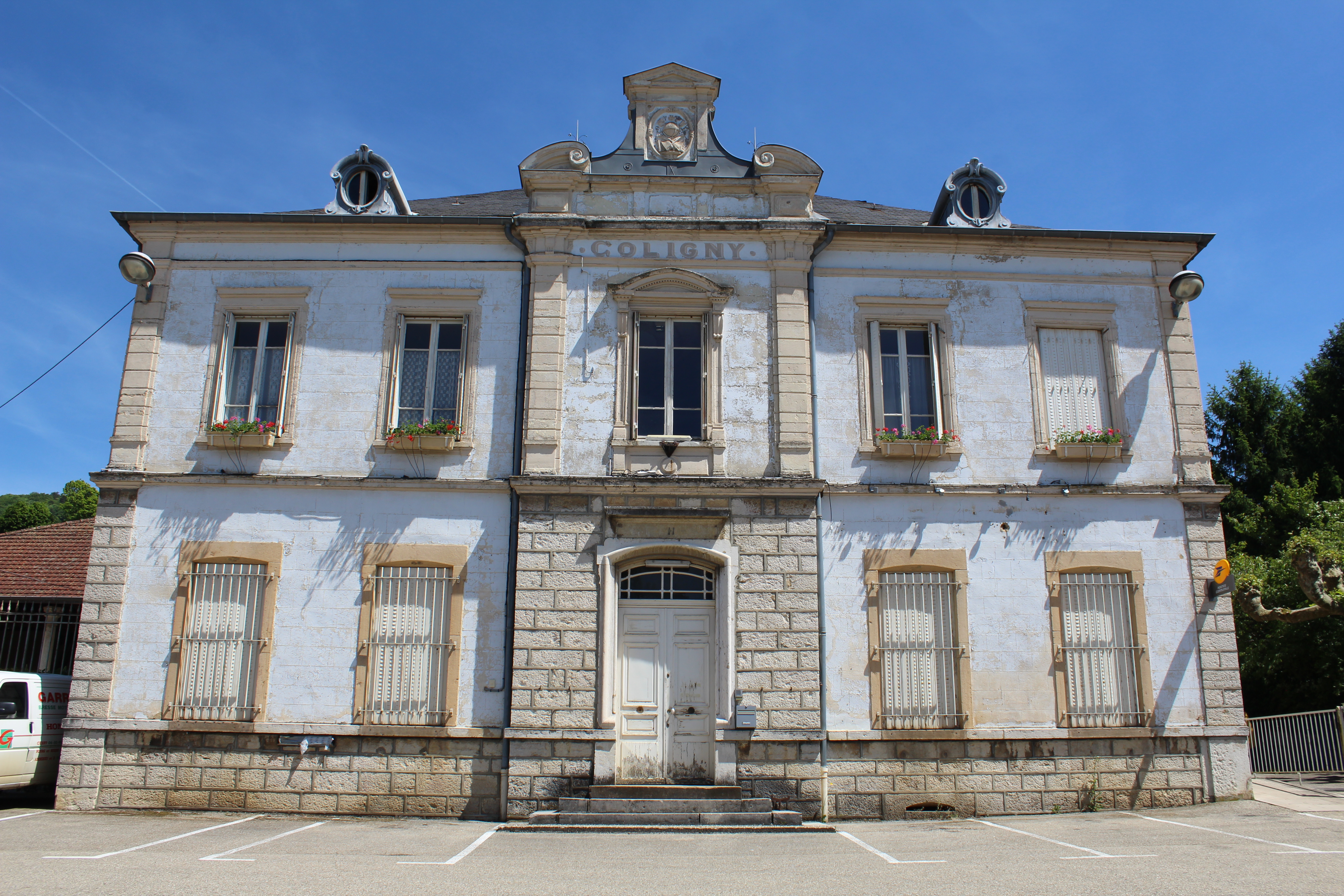
Ehemaliges Postamt
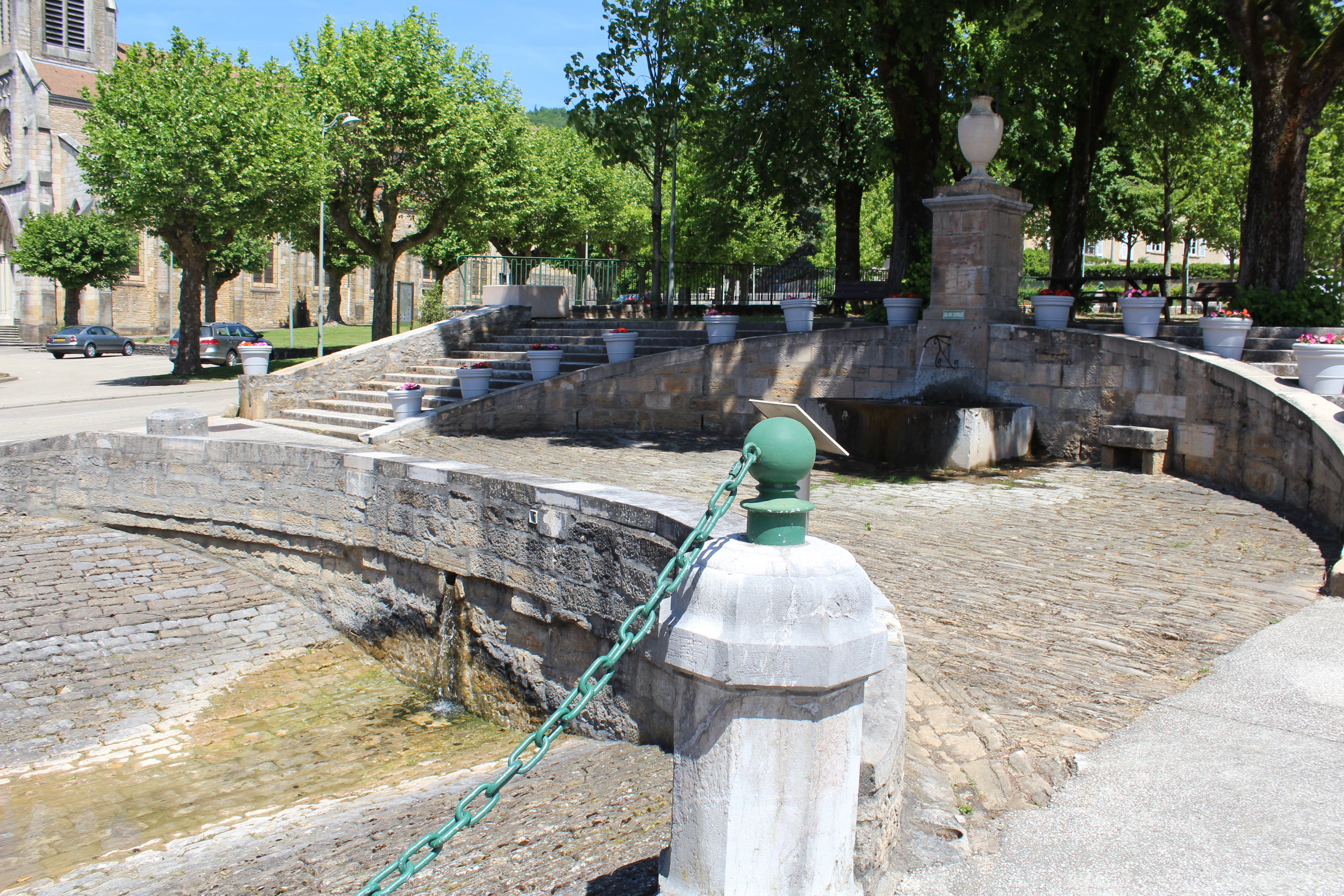
Brunnen und ehemalige Viehtränke
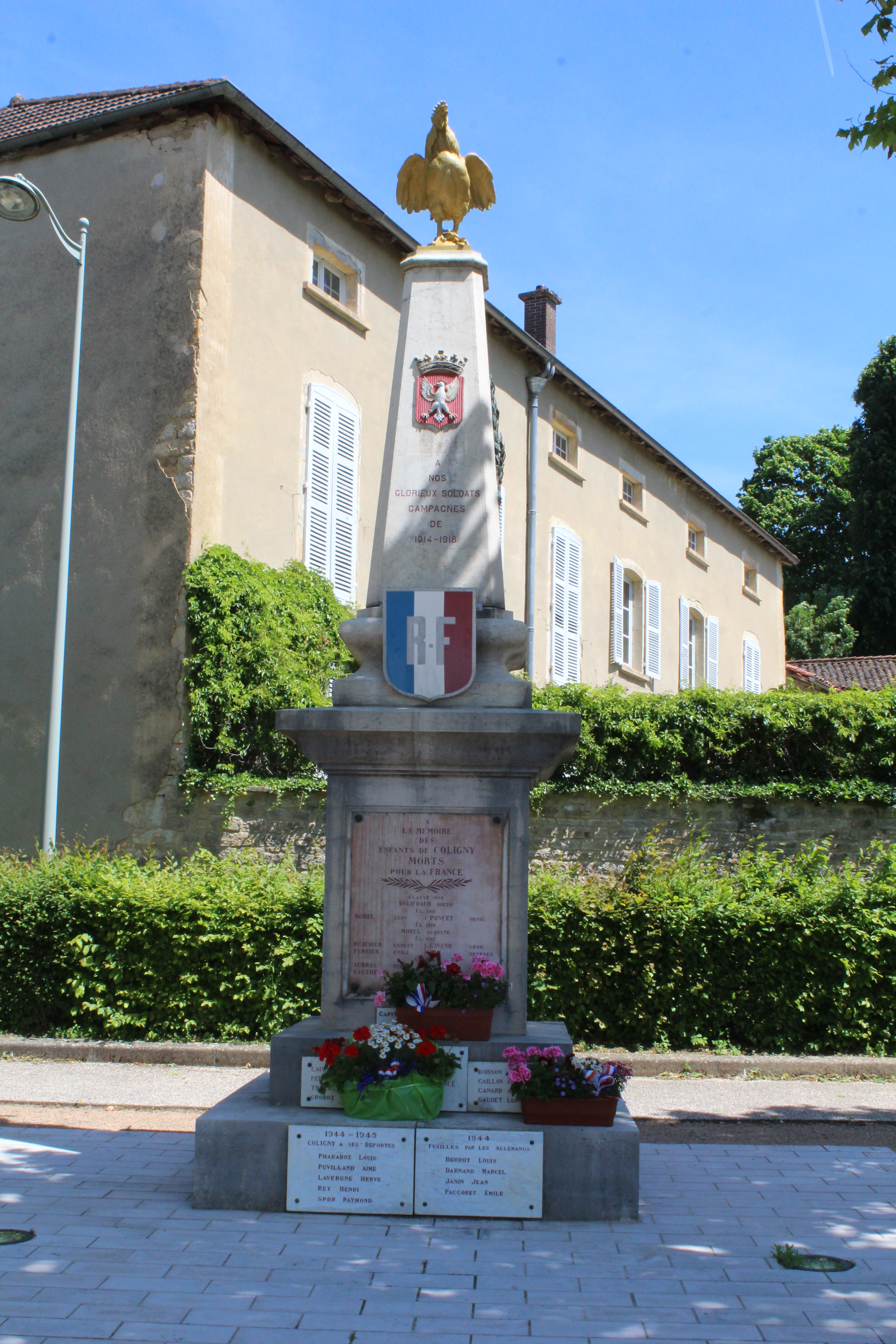
Gefallenendenkmal

## Persönlichkeiten
- Joseph Darnand (1897–1945), französischer rechtsextremer Politiker, geboren in Coligny
- Robert Martin-Achard (1919–1999), Schweizer evangelischer Geistlicher und Hochschullehrer